# Daniel Sandford
Pour les articles homonymes, voir Sandford.
Daniel Arthur Sandford 18 juin 1882 dans le Devon (comté) – 22 janvier 1972 est un colonel de l'armée britannique.

## Biographie
Il est le fils d'Ernest Gris Sandford, diacre d'Exeter, son grand-père est Daniel Sandford (évêque d'Édimbourg), et est le frère du lieutenant Richard Douglas Sandford.
Avant la Première Guerre mondiale, il s'engage dans la Royal Garrison Artillery et est au service Impérial en Inde et au Soudan.
Durant la Première Guerre mondiale, il se bat sur le Front de l'Ouest (Première Guerre mondiale) en France en tant que capitaine, promu en février 1915 et en mai 1916, il est promu au grade de major.
Il est commandant de l'artillerie du 94e régiment, conduisant en action à Hebuterne en Artois durant la Bataille de la Somme, le 1er juillet 1916.
Après la guerre, il démissionne et déménage en Éthiopie. Le colonel Sandford est devenu un conseiller de l'empereur éthiopien Haïlé Sélassié Ier.
Jusqu'en 1936, avant la Seconde Guerre mondiale, Sandford était en Éthiopie, mais il a dû fuir le pays après l'invasion italienne de l'Éthiopie entre 1935 à 1936. Une fois en Angleterre, Sandford a maintenu le contact avec l'empereur exilé, Haïlé Sélassié, qui était basé à Bath.
En août 1939, le commandement du Moyen-Orient au Caire, le général Sir Archibald Wavell, convoque Sandford. Wavell fait Sandford colonel et le nomme responsable de la section éthiopienne. Sandford a immédiatement commencé à assurer la liaison avec les groupes de résistance en Éthiopie, et en janvier 1940 a visité les territoires français et britanniques bordant l'Éthiopie pour solliciter un soutien à la révolte éthiopienne contre les Italiens. Le plan britannique pour encourager et aider la révolte éthiopienne a été appelé Mission 101.
De retour au Caire, Sandford a choisi l'équipe qu'il allait utiliser pour mettre en œuvre la mission 101 et a élaboré deux plans d'action : le schéma A, qui traite de préparatifs militaires et le rôle des Britanniques, et le schéma B, qui a porté sur les méthodes de propagande à utiliser. Dès que l'Italie a déclaré la guerre avec Angleterre, Sandford et son équipe sont entrés en action. Sandford a supervisé la Mission 101 jusqu'à l'arrivée de Orde Wingate.
Plus tard durant la guerre et dans les années immédiates d'après-guerre, Sandford a à nouveau servi comme conseiller à l'empereur Haïlé Sélassié, à la fois dans des rôles politiques et militaires.